# Histoire des Juifs en Finlande
- Étymologie
- Qui est juif ?
- Peuple juif
- Identité juive

Les finlandais juifs (finnois : Suomen juutalaiset) sont une minorité et un groupe ethnique en Finlande.

## Présentation
La communauté compte près de 1500 membres en 2019, (2 000 en 1919, 1 755 en 1937, 1 800 en 1950).

## Histoire

### XVIIeetXVIIIesiècles
Pendant la domination suédoise, il n'y avait pratiquement aucun juif vivant de manière permanente en Finlande, à l'exception de cas individuels convertis au christianisme.[6] 
L'un d'eux était le marchand Isak Zebulon, qui fut admis au statut de bourgeois à Oulu en 1672.
La mère de Zacharias Topelius (1181-1898) était une descendante directe d'Isak Zebulon.
Selon le premier article de la constitution suédoise de 1772 (fi), tous les sujets de l'empire suédois devaient reconnaître la doctrine de Martin Luther.
Selon la réglementation juive (sv) 1782, le droit de séjour des Juifs était limité aux seules Stockholm, Göteborg et Norrköping.
Les lois de l'Empire suédois promulguées après 1721 et 1743 ne s'appliquaient pas aux régions dites de l'ancienne Finlande, et l'on sait que le premier Juif installé de manière permanente fut Jacob Weikaim et sa famille, qui s'installèrent à Hamina en 1799.

### XIXe siècle
Abraham Cohn fut probablement le premier Juif à s'installer définitivement à Helsinki.
En 1806, une loi fut promulguée dans le Royaume de Suède interdisant l’immigration juive.
En Suède, la loi était valable trois ans, mais en Finlande, en principe, pour toute la période d'autonomie (1809-1917).
Les lois suédoises restèrent en vigueur dans le Grand-duché de Finlande de l'empire russe et la loi de 1782 fut donc interprétée comme signifiant que les Juifs n'étaient pas autorisés à s'installer en Finlande
À partir de 1827, les Juifs durent effectuer leur service militaire dans l’armée impériale russe, avec laquelle ils arrivèrent également en Finlande au début des années 1830.
Certains Juifs vivaient en Finlande dans trois endroits : Viipuri (Vyborg), Helsinki et Turku.
L’immigration des Juifs en Finlande a été empêchée par la décision du Sénat de Russie de ne pas leur délivrer de passeport pour la Finlande en 1831.
Selon l'enquête commandée par le gouverneur général de l'époque, Arseni Zakrevsky, neuf familles juives vivaient en Finlande, dont une à Turku, six à Helsinki et deux à Viipuri.
Après l’enquête, presque tout le monde a été expulsé, à l’exception de quelques-uns qui ont reçu une autorisation spéciale de séjour.
La première synagogue a été fondée à Suomenlinna dans les années 1830.
Née à Helsinki le 14 octobre 1837, Rohel Lea Anker serait la premiere juive née en Finlande.
La place de marché russe (Narinkkatori) a été créée dans les années 1850 à proximité de l’actuelle Banque de Finlande et est devenue un point de vente populaire auprès des Juifs.
En 1870, elle a été déplacée sur le site de l'actuel hôtel Scandic Simonkenttä le long de Simonkatu à Kamppi, à côté duquel se trouve encore la place Narinkka (Narinkkatori).
En 1858, les soldats juifs qui terminaient leur service dans l’armée russe obtinrent le droit de s’installer en Finlande avec leurs familles, quelle que soit leur religion.
Le Sénat finlandais et l'armée impériale russe ont eu un différend sur la réglementation, mais celui-ci a été résolu lorsque le Sénat finlandais a accepté la procédure sous certaines conditions, sous la pression de la Russie. En 1862, le Sénat de Russie a promulgué un décret sur les passeports, selon lequel les Juifs ayant reçu un passeport ne pouvaient rester dans le pays que pour une période de temps limitée.

### XXe siècle
En 1900, la ville d'Helsinki fait don du terrain situé au 26 Malminkatu à la congrégation pour la construction de la synagogue d'Helsinki.
En 1903, le gouverneur du comté d'Uusimaa confirma les premiers règlements de la congrégation et reconnut ainsi pour la première fois le statut de congrégation religieuse. La synagogue de Siltasaari a alors arrêté ses activités.
La ville de Turku a également fait don d’un terrain pour la construction de la synagogue de Turku.
La synagogue d'Helsinki conçue par Johan Jacob Ahrenberg a été achevée en 1906 sur le site de Malminkatu 26.
À l’automne, une école de langue hébraïque a ouvert ses portes dans les locaux de la synagogue.
Le club sportif juif Stjärnan a également été fondé.
Le nom du club changea en 1930 pour devenir Makkabi (en).
Le club de littérature, de théâtre et de musique de langue yiddish a été fondé en 1906.
Cette année-là, la troisième conférence sioniste russe s'est tenue à Helsinki.
Sa déclaration a eu une grande influence sur les activités du mouvement sioniste dans diverses régions d’Europe.
En 1908, environ 1 186 Juifs vivaient en Finlande, dont 782 à Helsinki.
L'abattage rituel juif a été interdit de 1909 à 1913.
La synagogue de Turku, conçue par les architectes August Krook et Johan Eskil Hindersson, a été achevée en 1912.
Pendant la Première Guerre mondiale, le droit de circulation des Juifs a été restreint.
Après l’indépendance de la Finlande en 1917, les Juifs se sont vu garantir tous les droits civiques.
Le Parlement de Finlande a approuvé la loi le 22 décembre 1917 par 163 voix contre 6, et la loi est entrée en vigueur le 1er janvier 1918.
Moshe Kotschak fut le premier juif à recevoir la citoyenneté finlandaise en 1918 et la même année, la congrégation juive d'Helsinki fut enregistrée comme communauté religieuse officielle.
Ses membres étaient 930 personnes. Peu de temps après, une école juive a ouvert ses portes à Helsinki.
Sa langue d'enseignement était d'abord le suédois, puis le finnois depuis 1933.
La société de littérature juive a commencé ses activités en 1919. La société théâtrale de langue yiddish a commencé ses activités en 1922.
Le juif Elias Katz a remporté l'or aux Jeux olympiques d'été de 1924 à Paris au 3 000 m par équipe avec Paavo Nurmi et Ville Ritola.

### Guerres d'hiver et de continuation

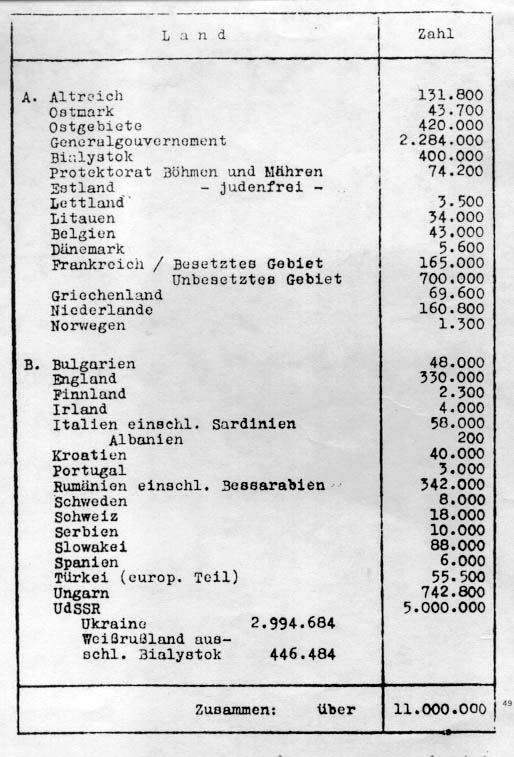
Liste des objectifs de la conférence de Wannsee

Même si la Finlande s'est alliée à l'Allemagne dans la guerre de continuation (1941-1944), les droits civiques des Juifs n'ont pas été compromis.
Au total, plus de 350 Juifs ont servi pendant les guerres d'hiver, de continuation et de Laponie et 23 Juifs sont tombés dans ces guerres.
Selon les statistiques de Yad Vashem, en 1939 environ 2000 juifs vivaient en Finlande et avant et pendant la Seconde Guerre mondiale, il n'y avait presque pas d'antisémitisme en Finlande, environ 22 Juifs finlandais sont morts pendant l'Holocauste, 
La synagogue de Vyborg a été détruite pendant la guerre d'hiver (1939-1940).
Selon Max Jakobson, le fait qu’il y ait eu des soldats juifs dans les rangs de l’armée finlandaise n’affectait pas la coopération des forces finlandaises et allemandes.
Le major médical Leo Skurnik (fi) sauva la vie de nombreux soldats allemands pris dans le motti de Kiestinki, mais refusa la Croix de fer qui lui fut offerte.
Pendant la guerre, les Allemands ont tenté d'amener la Finlande à livrer ses citoyens juifs pour qu'ils soient exterminés, mais cela a finalement abouti à l'opposition du commandant en chef Carl Gustaf Emil Mannerheim : parce qu'il y avait des soldats juifs combattant dans l'armée finlandaise, aucun autre juif finlandais ne serait livré aux Allemands. Les Allemands ont dû l'accepter.

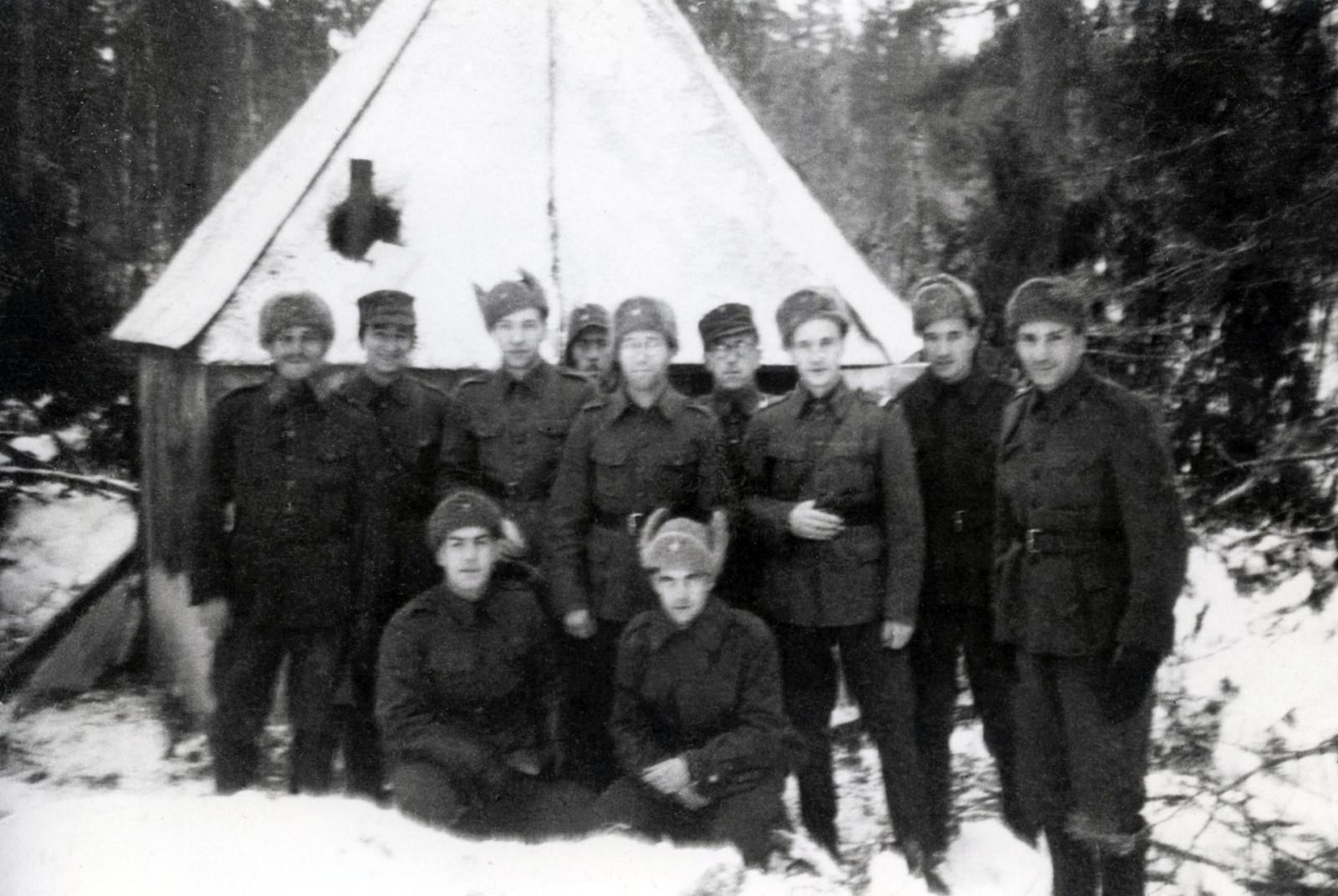
Photographie d'une synagogue de campagne finlandaise pendant la 111111Guerre de Continuation.

En fait, une situation particulière prévalait en Finlande, à l'échelle de toute la Seconde Guerre mondiale : des soldats juifs combattaient aux côtés des Allemands, et ils possédaient même une synagogue de campagne sans que les Allemands puissent intervenir.
En tant que président de la République, Carl Gustaf Emil Mannerheim a participé à la cérémonie commémorative organisée à la synagogue d'Helsinki le 6 décembre 1944, en l'honneur des Juifs tombés pendant les guerres.
En 1944, la Fédération des Juifs finlandais publia un mémorandum sur la situation des Juifs pendant la guerre : elle affirmait que « les libertés et les droits des Juifs de Finlande n'ont été violés d'aucune façon » pendant la guerre.

### Réfugiés juifs en Finlande
À partir de 1938, des réfugiés juifs, notamment allemands, ont commencé à affluer en Finlande.
Une partie a continué depuis la Finlande vers un autre pays.
Par exemple, le cargo m/s Mathilda Thordén est arrivé à New York le 2 juillet 1940, avec à son bord des réfugiés juifs d'Europe centrale qui avaient reçu l'autorisation du gouvernement finlandais de quitter Petsamo avec des combattants volontaires Finno-Américains revenant de la guerre d'hiver.
Le 6 novembre 1942, la police d'État finlandaise remit huit réfugiés juifs à la Gestapo, dont sept moururent dans un camp de concentration,.
Pour justifier les extraditions, les autorités ont avancé que les personnes extradées avaient commis des crimes et qu'il s'agissait d'une « affaire policière normale ».
En fait, seules deux des personnes extradées avaient été reconnues coupables de délits mineurs.
Au total, 150 réfugiés juifs autrichiens sont restés à Hauho et Lammi tout au long de la guerre.
Ils étaient particulièrement nombreux dans le petit village de Porraskoski-Järventautta (fi).
Ils étaient venus d'Autriche en Finlande après l'annexion de l'Autriche par l'Allemagne nazie en 1938
.

### Après la Seconde Guerre mondiale
La congrégation juive de Tampere a été fondée en 1946. En 1947, le chef de la police de Valpo, Arno Anthoni, a été inculpé devant la cour d'appel de Turku pour son implication dans la remise des réfugiés juifs à la Gestapo.
La congrégation juive de Vyborg a cessé ses activités.
La chapelle du cimetière juif d'Helsinki a été inaugurée à Hietaniemi en 1953. Le Premier ministre David Ben Gourion a été le premier chef d'État israélien à se rendre en Finlande en 1962 et il a également visité la congrégation juive d'Helsinki. Environ 23 jeunes hommes et femmes juifs finlandais se sont portés volontaires pour la guerre des Six Jours. En 1970, un mémorial de l'Holocauste conçu par le sculpteur Harry Kivijärvi (fi) et le peintre Sam Vanni a été inauguré au centre de la congrégation juive d'Helsinki.
Le Premier ministre israélien Golda Meir a visité la congrégation juive d'Helsinki en 1971.
Ben Zyskowicz a été élu sur la liste des candidats de la coalition comme premier juif finlandais au parlement de Finlande en 1979.
Le ministre israélien de la Défense, Yitzhak Rabin, a visité la congrégation juive d'Helsinki en 1986. Une vaste exposition sur le judaïsme et les juifs finlandais a été organisée à l’immeuble Uschakoff d'Helsinki, qui aurait accueilli 32 000 visiteurs. Le secrétaire d'État américain George Pratt Shultz a visité la congrégation juive d'Helsinki en 1988.
Les Juifs finlandais ont rétabli des relations avec les Juifs estoniens en 1989.
Depuis les années 1990, des Juifs de l’ex-Union soviétique ont immigré en Finlande. L’immigration d'israéliens a également augmenté et le nombre de membres des congrégations a augmenté. En 2000, un mémorial dédié à huit réfugiés juifs extradés, conçu par Nils Haukelund et Rafael Ward, a été inauguré sur la Colline de l'observatoire (Tähtitorninmäki) à Helsinki.
La langue yiddish a été rattachée à FIBLUL, l'association des langues minoritaires historiques de Finlande.

## Antisémitisme en Finlande

### Histoire
Selon Paavo Ahonen, qui a étudié l’histoire de l’antisémitisme et publié une thèse sur le sujet, il y a eu trois périodes significatives d’antisémitisme en Finlande.
La première d’entre elles remonte aux années 1880 et 1890, lorsque le débat sur les droits civiques des Juifs a pris des connotations antisémites. Le deuxième épisode, et le plus puissant, se déroule dans les premières années de l'indépendance de la Finlande, lorsque la situation mondiale alors chaotique, la guerre civile finlandaise et la menace du communisme furent imputées aux Juifs. La propagande internationale affirmait que tous les principaux bolcheviks étaient juifs. La troisième période notable d'antisémitisme en Finlande a eu lieu dans la première moitié des années 1930, à l'époque du radicalisme de droite.
Selon Max Jakobson, le début de 1918 fut une période particulièrement dangereuse pour les Juifs finlandais : les Rouges de la guerre civile finlandaise les considéraient comme des bourgeois, tandis que les Blancs les considéraient comme des Russes. En mai 1918, des Jaegers fanatiques, qui identifiaient les bolcheviks aux Juifs, planifièrent le « nettoyage » des Juifs de Vyborg. Cependant, Kaarle Nestor Rantakari, qui était le chef de la police de Viipuri, occupée par les Blancs, eut une idée du plan de purge et exhorta les Juifs de la ville à se cacher. Cependant, tous n'ont pas été sauvés, par exemple le maître tailleur Marcus Wainer, qui n'avait rien à voir avec les gardes rouges, a été emmené dans la rue parmi les rouges capturés et abattu avec eux.
Les Protocoles des Sages de Sion furent publiés en finnois en 1920 et réédités en 1933 sous le titre de Kansojen ruoska.
Dans les années 1930, la communauté juive finlandaise n'a généralement pas beaucoup réagi aux écrits antisémites du Mouvement patriotique et des extrémistes pro-nazis. Cependant, en 1933, les congrégations juives de Finlande publièrent une brochure commune intitulée « Les Protocoles des sages de Sion », écrite par le rabbin d'Helsinki Simon Federbush, à la lumière de la vérité, dans laquelle il était démontré que les « protocoles » étaient en réalité, une copie presque textuelle d'un pamphlet publié en France en 1864 contre la politique de Napoléon III.
Napoléon III a été remplacé par les Juifs dans les « protocoles ». Selon la caractérisation de Max Jakobson, les Juifs constituaient une « petite minorité silencieuse » dans la Finlande des années 1930.
En 1933, l'épouse du président Kaarlo Juho Ståhlberg, l'écrivain Ester Ståhlberg (fi) a publié le court roman Katso, unennäkijä talä, qui était la déclaration de son auteur contre l'antisémitisme.
Le livre a attiré l'attention à sa sortie, mais il a été vite oublié.
Selon Paavo Ahonen, l’antisémitisme était nettement plus fort dans les cercles ecclésiastiques finlandais entre 1917 et 1933 qu’on le pensait auparavant. Selon lui, de nombreux prêtres accusaient les Juifs pour trois raisons. Sur le plan religieux, les Juifs furent accusés, à l'instar du Nouveau Testament et de Martin Luther, d'être hypocrites et pharisiens, et tenus pour responsables de la mort de Jésus. Au niveau national, les Juifs étaient considérés comme une menace économique, politique et morale pour la Finlande. Au niveau international, même quelques prêtres finlandais étaient d’accord avec l’idée selon laquelle l’influence négative des Juifs dans le monde ne cessait de croître grâce à leur pouvoir économique, culturel et scientifique.
L'université n'était pas exempte d'antisémitisme à en juger, par exemple, le rejet de la thèse de Israel-Jakob Schur par l'université d'Helsinki puis par l'université de Turku.
Cependant, une particularité de l’antisémitisme finlandais dans les années 1930 était que la doctrine raciale nationale-socialiste n’a jamais obtenu un soutien significatif en Finlande, ne serait-ce que parce que les Finlandais étaient placés à un niveau inférieur à celui des autres nations nordiques.
En outre, les discours antisémites directs ont suscité une large opposition en Finlande,.
Pendant la Guerre de Continuation en 1941-1943, Toivo Horelli (fi) du Parti populaire suédois de Finlande, qui était un antisémite bien connu, fut ministre de l'Intérieur du gouvernement Rangell, tout comme Arno Anthoni (fi), alors directeur de la police nationale Valpo.
En tant que ministre de l'Intérieur, Toivo Horelli avait le droit de décider des permis de séjour des étrangers. Sur la base de la présentation d'Arno Anthoni, Toivo Horelli prit la décision en 1942 de remettre à l'Allemagne nazie huit réfugiés juifs qui se trouvaient en Finlande.

### Situation actuelle
Dans les années 1990, les skinheads étaient responsables de l'antisémitisme.
Au XXIe siècle, une nouvelle forme d'antisémitisme issue de l'islamisme a commencé à apparaître en Finlande.
Selon le centre de recherche de l'Église évangélique-luthérienne de Finlande, l'antisémitisme se manifeste en Finlande principalement dans les groupes néo-nazis et autres groupes d'extrême droite, dans une certaine mesure dans les communautés musulmanes et dans une moindre mesure dans l'extrême gauche, où les événements en Palestine constituent la toile de fond.
Selon Yaron Nadbornik, président de la congrégation juive d'Helsinki, la congrégation juive d'Helsinki reçoit régulièrement des menaces par courrier électronique, entre-autres, et les murs de la synagogue d'Helsinki ont souvent été vandalisés.
Selon la police d'Helsinki, les auteurs des actes de vandalisme venaient généralement de l'extérieur d'Helsinki.
En 2000, une proposition a été faite au Conseil ecclésiastique de l'Église évangélique luthérienne de Finlande, selon laquelle l'Église évangélique luthérienne de Finlande devrait créer un groupe de travail pour préparer une déclaration sur la base de laquelle l'Église se dissocierait des positions antijuives et antisémites de Martin Luther. Cependant, selon Paavo Ahonen, l'initiative s'est rapidement flétrie et édulcorée.
En 2013, le magazine Magneettimedia (fi) a été condamné à des amendes pour des articles contenant de l'antisémitisme. En 2015, le directeur administratif de la congrégation juive d'Helsinki, Dan Kantor, estimait que l'antisémitisme n'avait pas pris pied de manière significative en Finlande,,.
En 2015, selon la congrégation, l’antisémitisme dirigé contre les Juifs de Turku, se manifestant par des actes de vandalisme et des messages de haine, provenait majoritairement de l’extrême gauche.
En 2014, l'organisation national-socialiste estonienne La Colonia a republié en finnois le pamphlet de Martin Luther intitulé Des Juifs et de leurs mensonges et a prévu de le vendre dans les librairies finlandaises. Kimmo Nuotio, professeur de droit pénal à l'Université d'Helsinki, considère la question comme problématique, car rendre l'ouvrage accessible au public en Finlande pourrait répondre à la définition du droit pénal de l'incitation contre un groupe ethnique. De l'avis de Tapani Harviainen, professeur émérite de langues et cultures sémitiques à l'Université d'Helsinki, « l'ouvrage doit être correctement placé dans son contexte et ne pas servir de pensée directrice de Luther concernant les Juifs ». La précédente édition finlandaise du pamphlet de Luther avait été publiée par l'éditeur national-socialiste Vasara (fi) en 1939.
Début novembre 2021, à l'occasion de l'anniversaire de la Nuit de Cristal, la congrégation juive d'Helsinki a reçu une livraison anonyme de fleurs devant la clôture de la synagogue d'Helsinki, avec en pièce jointe le texte « Arbeit macht frei » faisant référence aux camps de concentration de la Seconde Guerre mondiale.
Selon le magazine Kirkko ja kaupunki, les dépenses de sécurité de la congrégation juive d'Helsinki sont passées d'environ 200 000 euros en 2017 à environ 450 000 euros en 2021. Auparavant, dans les années 1970 et 1980, la congrégation n'avait pratiquement pas besoin de dépenser de l'argent pour des mesures de sécurité.